# Marfa (Texas)
Marfa es una ciudad ubicada en el condado de Presidio en el estado estadounidense de Texas. En el Censo de 2020 tenía una población de 1.788 habitantes y una densidad poblacional de 423,70 personas por kilómetro cuadrado.

## Geografía
Marfa se encuentra ubicada en las coordenadas 30°18′39″N 104°1′32″O / 30.31083, -104.02556. Según la Oficina del Censo de los Estados Unidos, Marfa tiene una superficie total de 4.22 km², de la cual 4.22 km² corresponden a tierra firme y (0%) 0 km² es agua.

## Demografía
Según el censo de 2010, había 1.981 personas residiendo en Marfa. La densidad de población era de 469,53 hab./km². De los 1.981 habitantes, Marfa estaba compuesto por el 89.95% blancos, el 0.61% eran afroamericanos, el 0.61% eran amerindios, el 0.05% eran asiáticos, el 0% eran isleños del Pacífico, el 6.87% eran de otras razas y el 1.92% pertenecían a dos o más razas. Del total de la población el 68.65% eran hispanos o latinos de cualquier raza.

## Educación

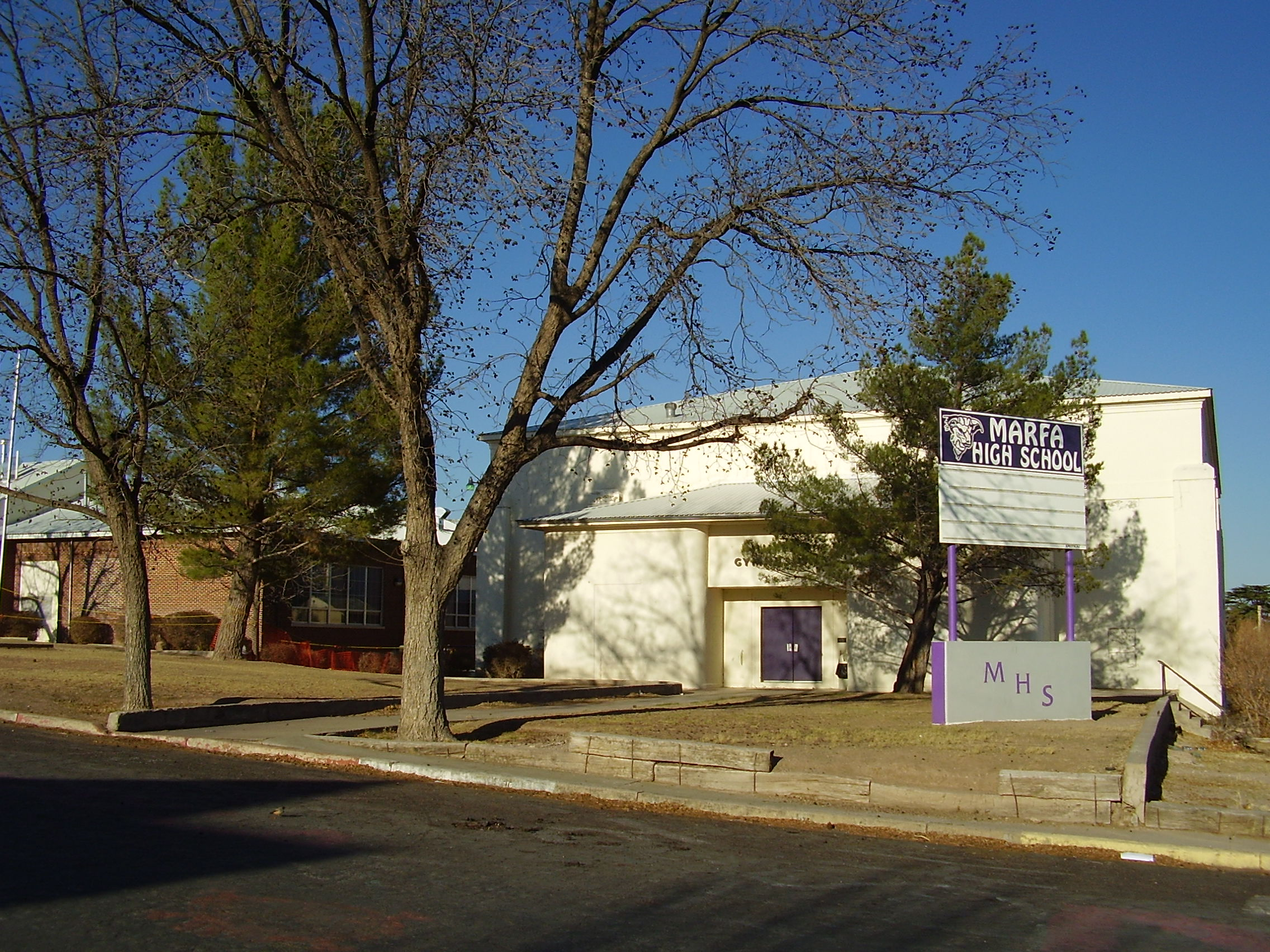
Marfa High School

El Distrito Escolar Independiente de Marfa gestiona escuelas públicas.